# Felice Casson
Felice Casson (Chioggia, 5 agosto 1953) è un ex magistrato, politico e saggista italiano, consigliere comunale a Venezia dal 2005 al 2010 e dal 2015 al 2020,e senatore dal 2006 al 2018.

## Biografia
Laureato in Giurisprudenza presso l'Università degli Studi di Padova, è entrato in magistratura nel maggio del 1980 con le funzioni di giudice istruttore. Successivamente giudice per le indagini preliminari e dal 1993 al 2005 pubblico ministero a Venezia, in pensione dal gennaio 2019 con il grado di Presidente di Sezione della Corte Suprema di Cassazione.
In qualità di sostituto procuratore ha condotto diverse importanti inchieste, soprattutto in tema di terrorismo, lotta alla corruzione, sicurezza ambientale, tutela dei lavoratori e della popolazione dall'esposizione ad agenti cancerogeni: la strage di Peteano, le deviazioni dei servizi segreti e degli apparati dello Stato, l'eversione di estrema destra, il traffico internazionale di materiale bellico, l'organizzazione Gladio, tangentopoli in Veneto, l'incendio del Gran Teatro La Fenice di Venezia, i processi per le morti causate dalle lavorazioni di cloruro di vinile (CVM) e cloruro di polivinile (PVC) e dall'amianto a Porto Marghera, le indagini sull'inquinamento ambientale, sulle patologie da uranio impoverito e da elettrosmog.
Nel 2005, da indipendente, si candida a sindaco di Venezia sostenuto dai Democratici di Sinistra mentre l'altro partito del centro-sinistra, La Margherita, decide di appoggiare la corsa dell'ex sindaco fra il 1993 e il 2000 Massimo Cacciari. Le elezioni vedono una sfida tutta interna al centrosinistra: Casson, oltre ad essere appoggiato dai DS, riceve l'appoggio del resto della coalizione composta da PRC, IdV, FDV, PdCI ottenendo al primo turno il 37,7% contro il 23,3% di Cacciari sostenuto solo da Margherita e UDEUR. Tuttavia il risultato viene ribaltato al ballottaggio con la vittoria di misura al 50,5% di Cacciari contro il 49,5% di Casson, pari a 1351 voti di scarto.
Dal 2006 è fuori ruolo a seguito della sua elezione al parlamento.
Nel 2008 è stato rieletto senatore ed eletto vicepresidente dei senatori del Partito Democratico.
Come senatore, è membro della Giunta delle elezioni e delle immunità parlamentari, membro del Comitato parlamentare per i procedimenti di accusa e membro della seconda Commissione permanente (Giustizia), nonché delle Commissioni d'Inchiesta sull'uranio impoverito e sulle cosiddette "morti bianche".
Nel 2013, rieletto Senatore, dopo aver vinto con ampio margine le codditte "parlamentarie" del centro-sinistra, è eletto Vice Presidente della Commissione Giustizia del Senato e Segretario COPASIR (Comitato Parlamentare per la Sicurezza della Repubblica).
In particolare, ha presentato e sostenuto disegni di legge in tema di lotta alla corruzione, al terrorismo  e alla criminalità organizzata, razionalizzazione dei sistemi processuali civili e penali, prevenzione e sicurezza dei lavoratori esposti a sostanze cancerogene genotossiche come l'amianto e il cloruro di vinile monomero (CVM), delitti contro l'ambiente e per la sicurezza della popolazione, tutela delle persone deboli delle vittime di reato.
L'8 ottobre 2014 si autosospende dal Gruppo del PD in Senato dopo che la sua relazione in Giunta per le Autorizzazioni del Senato favorevole a concedere l'uso delle intercettazioni nei confronti del Presidente della Commissione Bilancio del Senato, il Sen. Antonio Azzollini di NCD, indagato dalla Procura di Trani per i lavori del Porto di Molfetta da 150 milioni di euro quando lui era Sindaco della Città, era stata respinta dal suo stesso gruppo che aveva votato contro. Casson si è detto indignato e ha votato contro anche in Senato mentre il gruppo PD ha sostenuto il fumus persecutionis contro il senatore alfaniano non concedendo l'autorizzazione alla Procura.
Nel dicembre 2014, ufficializza la sua partecipazione alle primarie del centrosinistra per la scelta del candidato sindaco alla città di Venezia.
Vince le primarie nel marzo 2015 con 12.900 votanti, ottenendo la maggioranza dei voti con il 55,6% pari a 7.128 voti rispetto agli altri due candidati Nicola Pellicani, candidato dalla maggioranza del PD veneziano e sostenuto dall'ex Sindaco Cacciari, fermo al 24,4 con 3147 voti e Jacopo Molina al 19,9% con 2576.
Alle elezioni del 31 maggio ha raccolto oltre 46.000 voti pari al 38,01% dei voti espressi, risultando il candidato sindaco più votato ed accedendo al ballottaggio contro Luigi Brugnaro, staccato di 10 punti percentuali. La lista che porta il nome dello stesso Casson è risultata la più votata tra le liste che lo sostenevano con 19.991 voti pari al 17,10 superando così anche la lista del Partito Democratico, e risultando la seconda lista più votata in assoluto, dietro alla Lista Brugnaro..
Il 14 giugno con il 46,79% dei voti perde il ballottaggio contro Brugnaro (53,21%) che diventa così sindaco. Rimane in consiglio comunale e diventa capogruppo della Lista Casson.
Nell'agosto 2015 annuncia di non aver chiesto la tessera del PD, confermando quindi di non fare più parte del partito.
Il 28 febbraio 2017 lascia anche il gruppo del PD in Senato e partecipa alla costituzione del Gruppo Art.1 -  Movimento Democratico e Progressista.

### Attività accademiche
Ha insegnato diritto dell'ambiente all'Istituto Universitario di Architettura di Venezia e all'Università Telematica Internazionale UNINettuno.
Altri incarichi docenza: Master Universitario in Valutazione e Gestione Ambientale ed Energetica delle Imprese e del Territorio e Master Universitario in Amministrazione e Gestione della Fauna Selvatica, da parte della fondazione Università Ca' Foscari Venezia.
Corsi di Diritto Ambientale e di Contrasto alla Corruzione e alla Criminalità Organizzata alla Alta Escuela Para la Justicia di Città del Messico.
"Cours d'enquêtes et poursuites penales" contro la Criminalità e il Traffico Internazionale di armi - in Niger-ONUDC.
È membro del comitato scientifico di IAES (International Academy Enviromental Sciences) di Venezia e del Comité cientifico della Alta Escuela Para la Justicia di Città del Messico.

## Opere
- Banda armata: la sentenza del giudice Casson su "Gladio", Roma, Libera informazione, 1991, supplemento a Avvenimenti: settimanale dell'Altritalia, n. 48, 4 (1991)
- Segreto di Stato o ragion di Stato? Riflessioni sulla normativa vigente e prospettive di riforma, con A. Iannuzzi, G. Tamburino, Potenza, Ermes, (1992), IT\ICCU\NAP\0292154
- Lo stato violato, un magistrato scomodo nell'Italia delle congiure, Venezia, Il Cardo (1994), ISBN 88-8079-020-X
- Environment and health in high risk areas of Sardinia, Italy, con Biggieri e altri in "Epidemiologia e prevenzione" - suppl. 2006
- La fabbrica dei veleni, Milano, Sperling & Kupfer, (2007), ISBN 978-88-200-4346-9
- Le fabbriche dei veleni, La Toletta, 2015
- Il complesso rapporto tra Servizi Segreti e Giustizia, in "Intelligence collettiva". Edizioni Fondazione Margherita Hach, 2021
- MARGHERA La strage del petrolchimico, Collana "Storia dei grandi segreti d'Italia". RCS-2021
- Beni pubblici: dalle norme costituzionali e ordinarie alla tutela del territorio, in LAGUNA-FUTURI, con De Marchi e altri, Quodlibet, 2023
- L'omicidio di Vittorio Occorsio, Collana "Storia dei grandi segreti d'Italia". RCS-2023
- L'amianto nei processi giudiziari e nelle riforme della politica, in Epidemiologia e Prevenzione-Quaderni, Dic.2023
- Da Truman a Gladio, passando per il Piano Solo, in "L'edile nr. 33-Le mani della CIA sull'Italia degli anni '60" di L. Castellina, Futura Editrice, 2024
- Terrorismo e omissis: il Segreto di Stato, Collana Terrorismo italiano, RCS-2024
- La cellula veneta di Ordine Nuovo, Collana Terrorismo italiano, RCS-2024
- La strage di Peteano, Collana Terrorismo italiano, RCS-2024